# ایر بال
ایر بال (به انگلیسی: Air ball) در بسکتبال به شوتی گفته می شود که به حلقه بسکتبال نرسد یا به شیشه پشت سبد برخورد کند. تعداد ایربال یک بازیکن معمولاً‌ ضعف مهاجم در شوتزنی را نشان می‌دهد.